# David Beckham Soccer
David Beckham Soccer est un jeu vidéo de sport développé et édité par Rage Software, sorti en 2001 sur PlayStation, PlayStation 2, Xbox, Game Boy Color et Game Boy Advance.
Il tient son nom de David Beckham.

## Accueil
- Jeuxvideo.com : 13/20 (PS1)[1] - 8/20 (XB)[2] - 7/20 (PS2)[3] - 8/20 (GBC)[4]